# Dłużyna Dolna
Dłużyna Dolna is een plaats in het Poolse district  Zgorzelecki, woiwodschap Neder-Silezië. De plaats maakt deel uit van de gemeente Pieńsk en telt 900 inwoners.

## Galerij

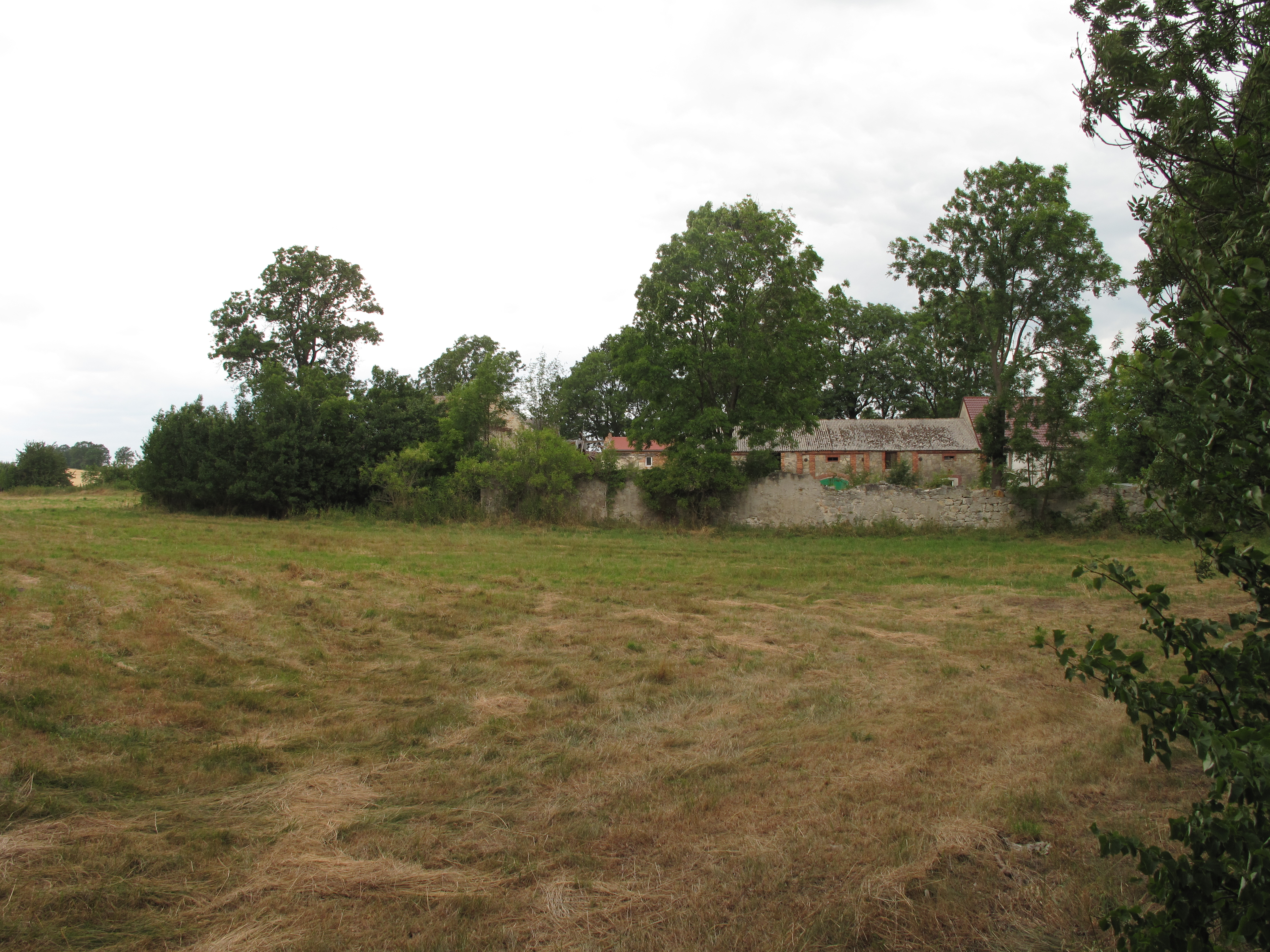
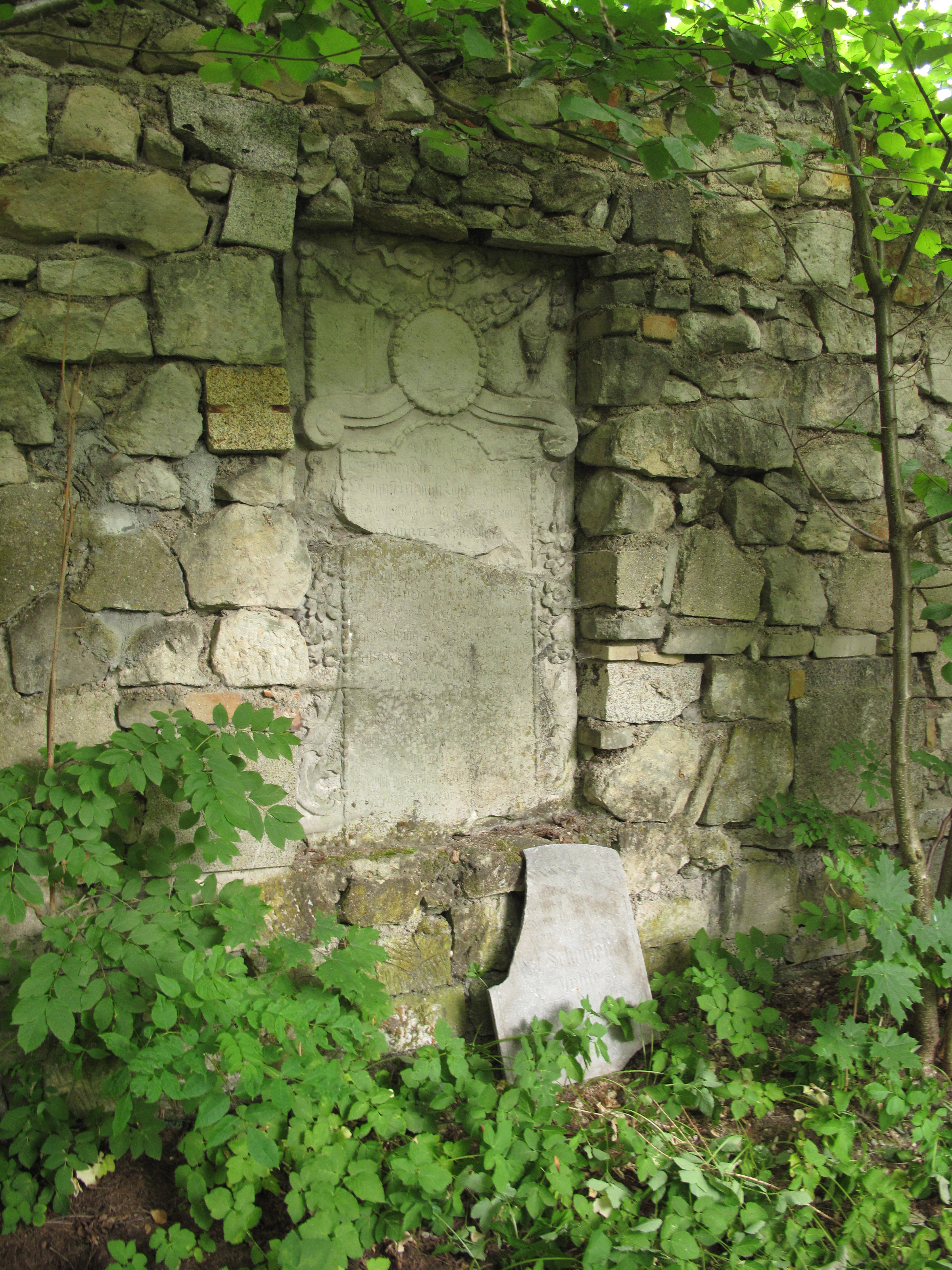
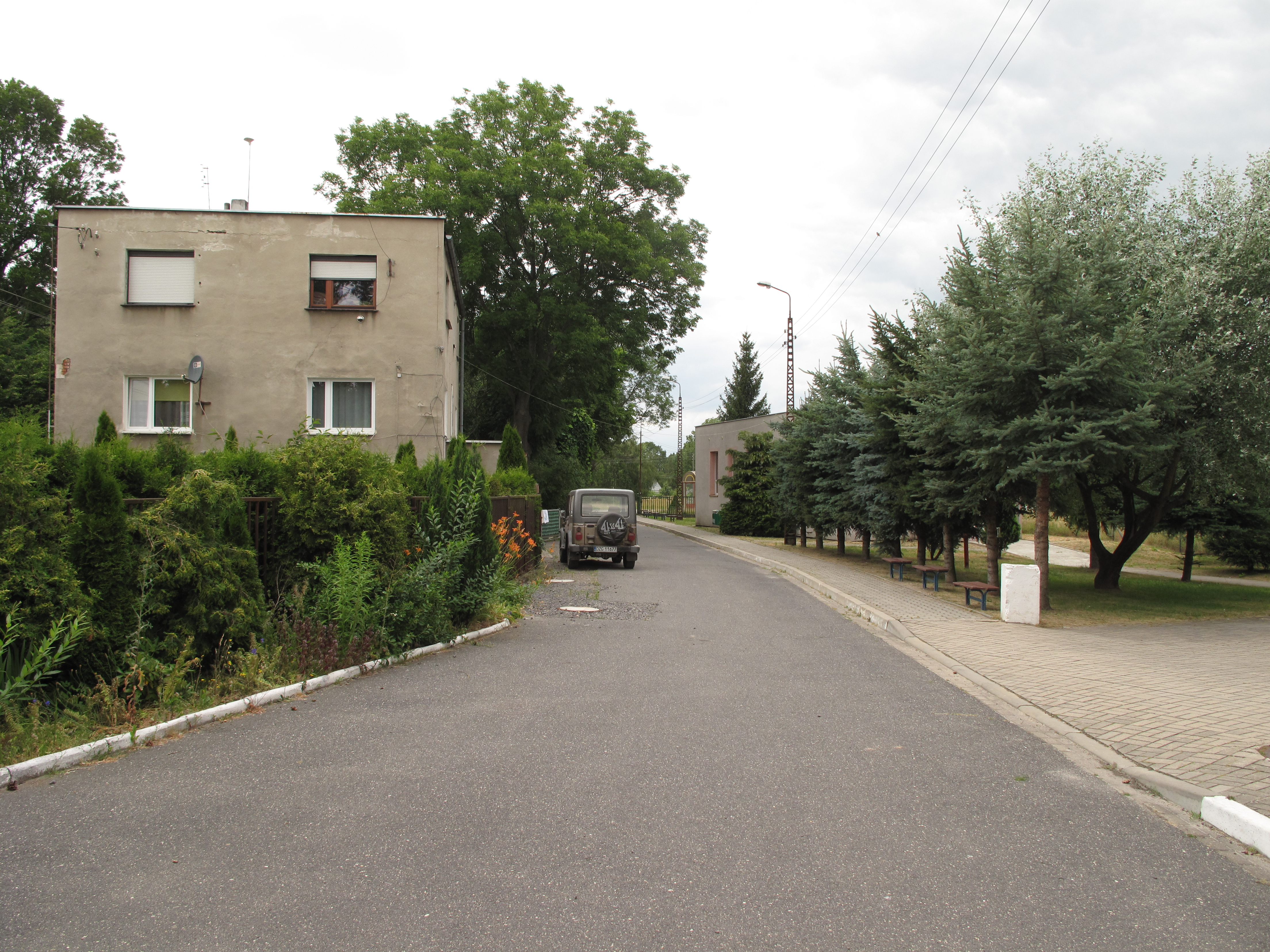
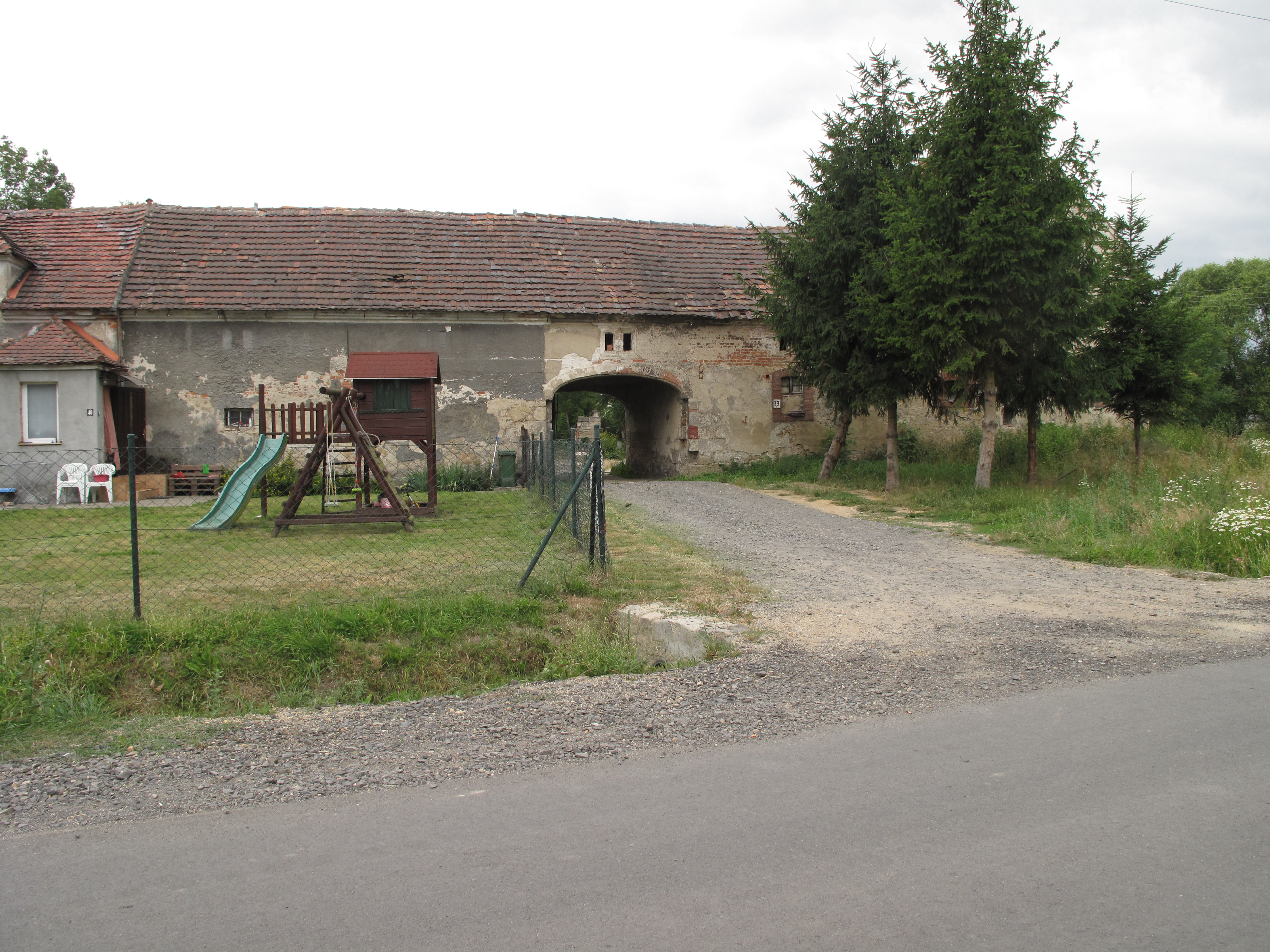